# Anping
Anping (en chino simplificado, 安平县; pinyin, Ānpíng xiàn) es un condado bajo la administración directa de la ciudad-prefectura de Hengshui. Se ubica en la provincia de Hebei, este de la República Popular China. Su área es de 328 km² y su población total para 2010 fue más de 300 mil habitantes.

## Administración
El condado de Anping se divide en 8 pueblos que se administran en 5 poblados y 3 villas .